# Рожданик
Рожданик је насељено место у саставу града Новске, у западној Славонији, Република Хрватска.

## Географија
Рожданик се налази источно од Новске на путу према Окучанима. Суседна насеља су Рајић на истоку те Јазавица на западу.

## Историја
Рожданик се од распада Југославије до маја 1995. године налазио у Републици Српској Крајини.

## Становништво
На попису становништва 2011. године, Рожданик је имао 262 становника.

## Попис 1991.
На попису становништва 1991. године, насељено место Рожданик је имало 330 становника, следећег националног састава:
| Попис 1991.‍  | Попис 1991.‍  | Попис 1991.‍ | Попис 1991.‍ | Попис 1991.‍ |
| ------------ | ------------ | ----------- | ----------- | ----------- |
|              |              |             |             |             |
| Хрвати       | Хрвати       |             | 310         | 93,94%      |
| Срби         | Срби         |             | 16          | 4,85%       |
| неопредељени | неопредељени |             | 3           | 0,90%       |
| непознато    | непознато    |             | 1           | 0,30%       |
| укупно: 330  |              |             |             |             |